# Indopacetus
Indopacetus es un género de cetáceos odontocetos de la familia Ziphidae que incluye una sola  especie, el zifio de Longman (Indopacetus pacificus).

## Descripción
Muy similar al género Mesoplodon, lo que dio lugar a una confusión taxonómica. Poseen un hocico corto y una aleta dorsal inusualmente larga para los zifios.